# 225-я пехотная дивизия (вермахт)
225-я пехо́тная диви́зия (нем. 225. Infanterie-Division) — тактическое соединение сухопутных войск вооружённых сил нацистской Германии периода Второй мировой войны. Стандартная пехотная дивизия третьей волны мобилизации, сформированная к 26 августа 1939 года в X Военном округе в Гамбурге.

## История
С началом Второй мировой войны была переброшена на линию Зигфрида для обеспечения обороны рейха в случае нападения Франции. С января 1940 проходит военную подготовку и усиление в Падерборне.
С марта 1940 направилась в качестве резерва в район Дортмунда. Во время Французской кампании воевала в составе 16-й армии в Бельгии, Голландии, затем Франции. К осени 1941 дивизия была в составе оккупационных сил во Франции и дислоцировалась во Фландрии.
В январе 1942 года переброшена на Восточный фронт, где попала в Демянский котёл. Принимала участие в боях за Ленинград.
20 февраля 1944 дивизия была пополнена остатками 9-й полевой дивизии Люфтваффе. К осени была отброшена в западную часть Латвии, где до конца войны находилась в Курляндском котле, в составе 18-й армии.
Долгое время солдаты дивизии после окончания войны находились в советском плену.

## Организация
- 333-й пехотный полк
- 376-й пехотный полк
- 377-й пехотный полк
- 225-й артиллерийский полк
  - противотанковый артиллерийский дивизион
  - разведывательный батальон
  - сапёрный батальон

## Военные преступления
26 -28 мая 1940 года солдаты 377 пехотного полка германской 225 пехотной дивизии устроили массовую резню в Винкте, Восточная Фландрия, убив при этом 86 бельгийских гражданских лиц

## Командующие
- 1 сентября 1939 — 30 июня 1940 — генерал-лейтенант Эрнст Шаумбург (нем. Ernst Schaumburg)
- 1 июля 1940 — 31 мая 1941 — генерал-лейтенант Фридрих-Карл фон Вахтер (нем. Friedrich-Karl von Wachter)
- 1 июня 1941 — 24 сентября 1942 — генерал-лейтенант Ханс фон Бассе (нем. Hans von Baße)
- 25 сентября 1942 — май 1945 — генерал-лейтенант Эрнст Риссе (нем. Ernst Riße)